# Wolne miasta Rzeszy

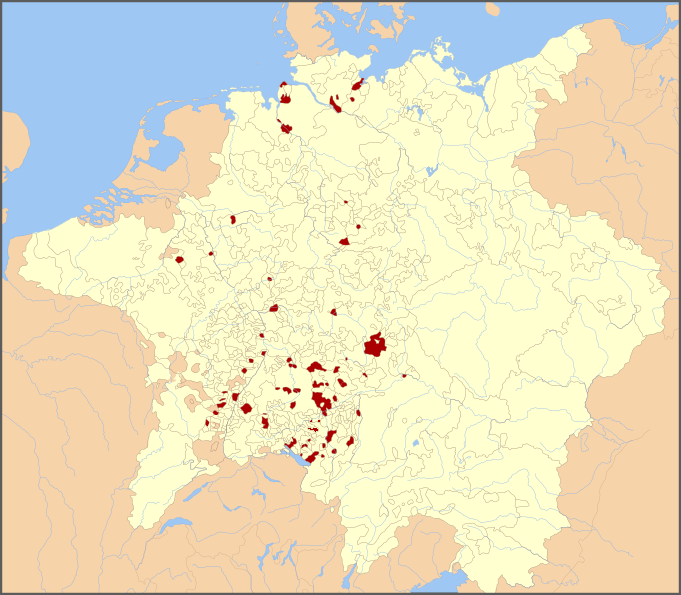
Mapa wolnych miast Rzeszy w roku 1648

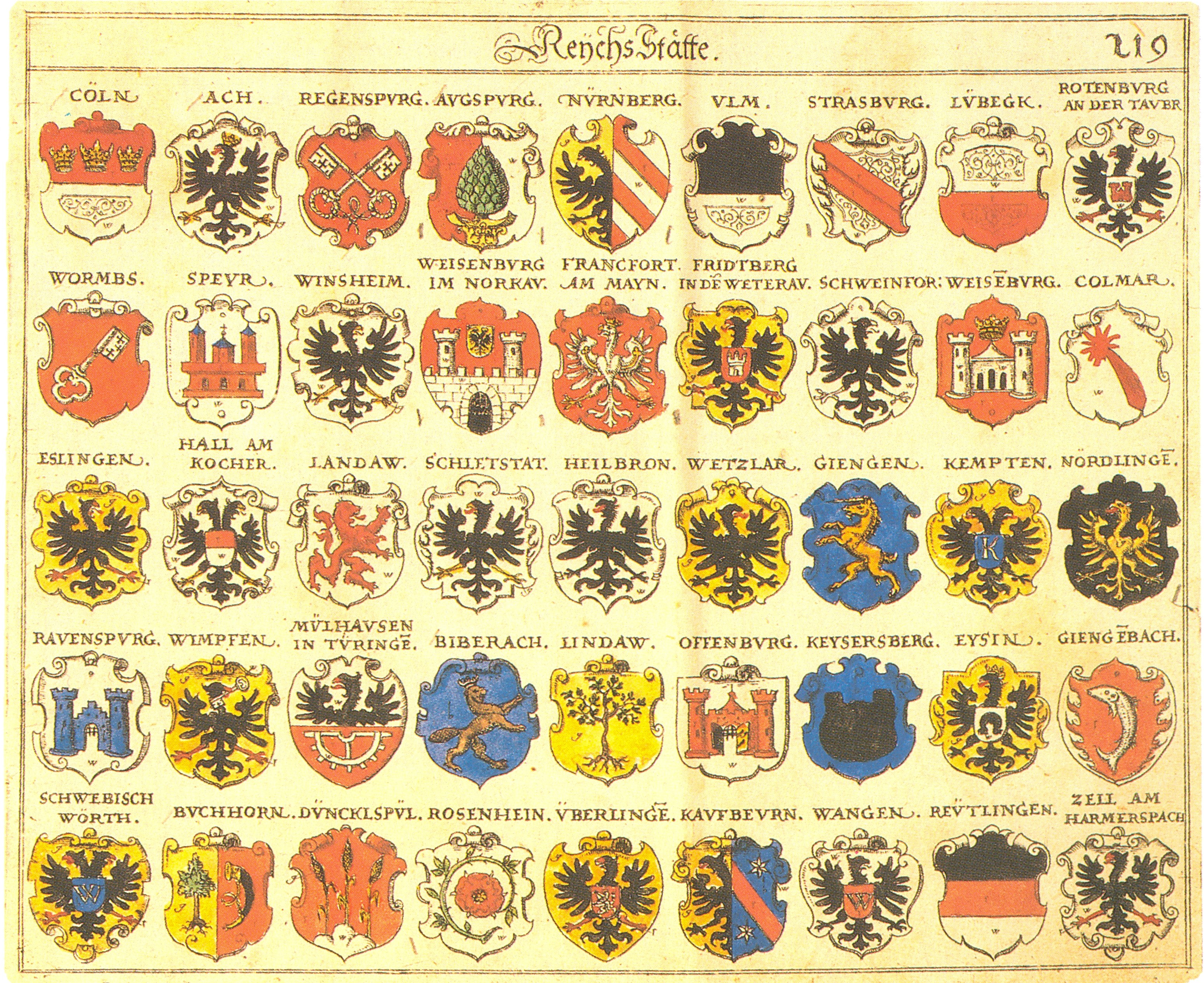
Herby Wolnych Miast (1605)

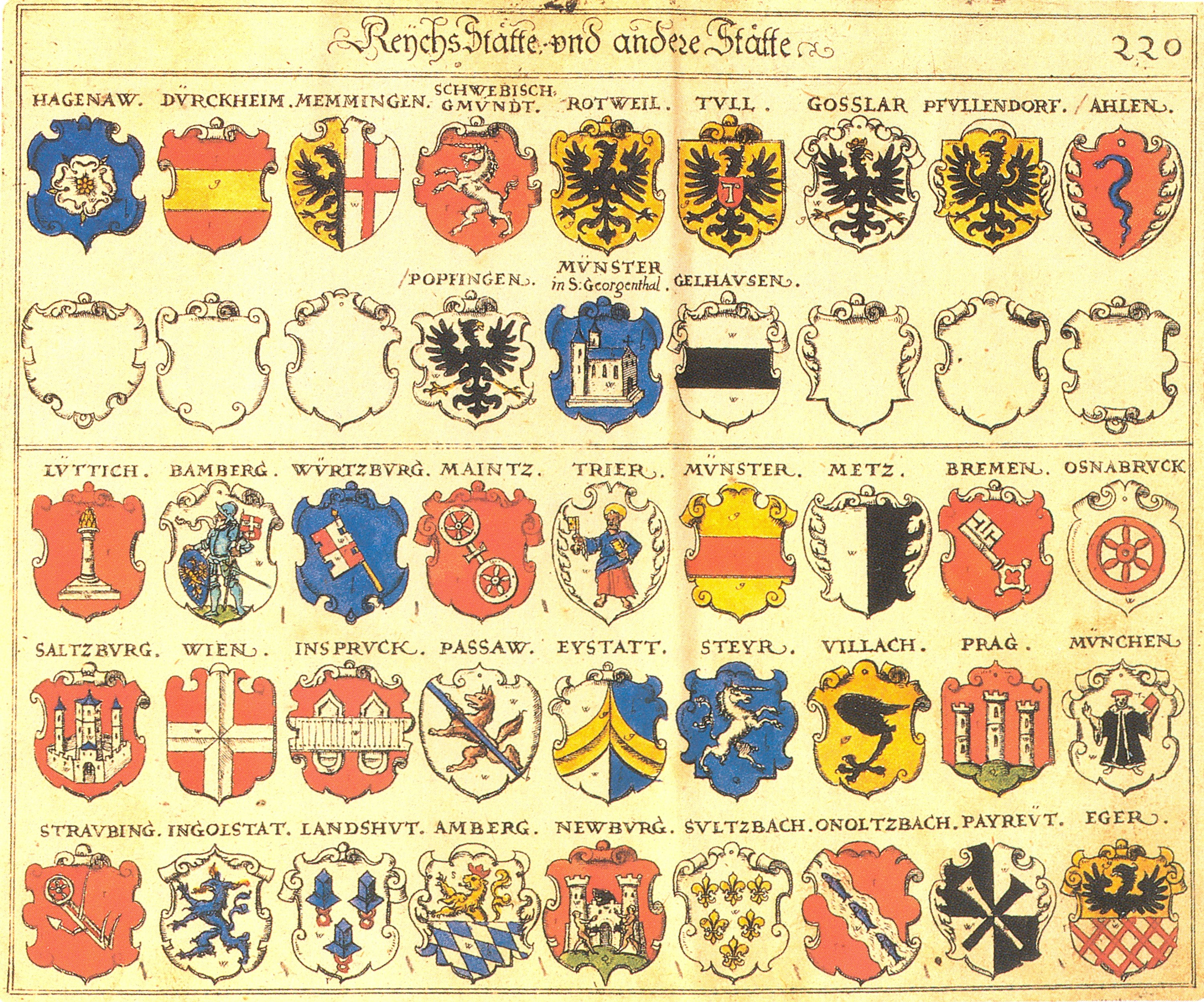
Herby Wolnych Miast 2(1605)

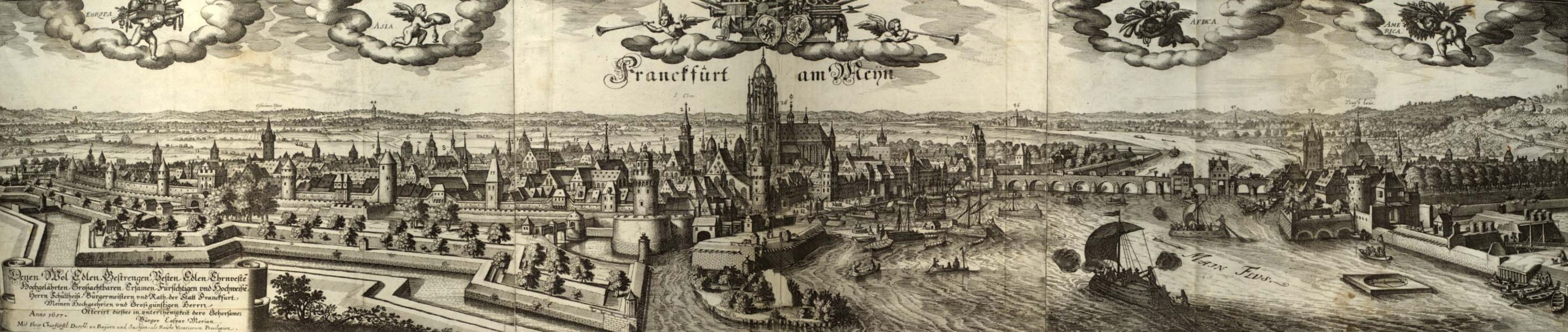
Panorama Wolnego Miasta Frankfurtu, 1658

Wolne miasta Rzeszy (niem. Freie Reichsstadt) – termin określający miasta w Świętym Cesarstwie Rzymskim podlegające bezpośrednio władzy cesarzy i posiadające własną, niezależną reprezentację w Reichstagu.
Wolnymi miastami Rzeszy były:
W nawiasach podane daty mediatyzacji
1. Aalen (1803)
2. Akwizgran (1794)
3. Augsburg (1805)
4. Bazylea (1648)
5. Berno (1648)
6. Besançon (1674)
7. Biberach (1803)
8. Bopfingen (1803)
9. Boppard (1309)
10. Brema (-)
11. Buchau (obecnie Bad Buchau) (1806)
12. Buchhorn (obecnie Friedrichshafen) (1803)
13. Colmar (1679)
14. Dinkelsbühl (1803)
15. Donauwörth (1607)
16. Dortmund (1803)
17. Duisburg (1290)
18. Düren (1241)
19. Endingen (1428)
20. Esslingen (1803)
21. Frankfurt nad Menem (1866)
22. Friedberg (1455)
23. Gelnhausen (1349)
24. Gengenbach (1803)
25. Giengen (1803)
26. Goslar (1803)
27. Gmünd (obecnie Schwäbisch Gmünd) (1803)
28. Hagenau (obecna pisownia Haguenau) (1679)
29. Hall (obecnie Schwäbisch Hall) (1803)
30. Hamburg (-)
31. Heilbronn (1803)
32. Hildesheim (1803)
33. Isny (1803)
34. Kaufbeuren (1803)
35. Kaiserslautern (1313/1314)
36. Kaiserswerth (1273)
37. Kaysersberg (1679)
38. Kempten (1803)
39. Kessenich (niegdysiejsze miasto jest obecnie częścią gminy Kinrooi) (1792)
40. Kolonia (1794)
41. Konstancja (1548)
42. Landau (1679)
43. Leutkirch im Allgäu (1803)
44. Lindau (1803)
45. Lubeka (1937)
46. Memmingen (1803)
47. Metz (1648)
48. Mühlhausen (1803)
49. Mülhausen (obecnie Miluza) (1648)
50. Münster w Alzacji (obecna pisownia Munster) (1679)
51. Neuenburg am Rhein (1311)
52. Nordhausen (1803)
53. Nördlingen (1803)
54. Norymberga (1806)
55. Oberehnheim (obecnie Obernai) (1679)
56. Offenburg (1803)
57. Oppenheim (1398)
58. Pfullendorf (1803)
59. Ravensburg (1803)
60. Ratyzbona (1803)
61. Reutlingen (1803)
62. Rheinfelden (1330)
63. Rosheim (1679)
64. Rothenburg ob der Tauber (1803)
65. Rottweil (1803)
66. Schlettstadt (obecnie Sélestat) (1679)
67. Schweinfurt (1803)
68. Solothurn (1648)
69. Spira (1792)
70. Strasburg (1681)
71. Überlingen (1803)
72. Ulm (1803)
73. Tull (obecna pisownia Toul) (1648)
74. Turckheim (1679)
75. Verden (1648)
76. Wangen im Allgäu (1803)
77. Weil (obecnie Weil der Stadt) (1803)
78. Weinsberg (1417)
79. Weißenburg (obecnie Wissembourg) (1679)
80. Wetzlar (1803)
81. Wimpfen (obecnie Bad Wimpfen) (1803)
82. Winterthur (1442)
83. Windsheim (obecnie Bad Windsheim) (1803)
84. Wirten (obecnie Verdun) (1648)
85. Wormacja (1792)
86. Zell am Harmersbach (1803)
87. Zug (1648)
88. Zürich (1648)